# Pomacentrus fakfakensis
Pomacentrus fakfakensis là một loài cá biển thuộc chi Pomacentrus trong họ Cá thia. Loài này được mô tả lần đầu tiên vào năm 2009.

## Từ nguyên
Từ định danh được đặt theo tên gọi của bán đảo Bomberai (phía nam Bán đảo Đầu Chim, Indonesia), hay còn được biết với cái tên là Fakfak, nơi mà mẫu định danh của loài cá này được thu thập (–ensis: hậu tố biểu thị nơi chốn).

## Phạm vi phân bố và môi trường sống
P. fakfakensis hiện chỉ được biết đến ở vùng biển ngoài khơi bán đảo Bomberai (tỉnh Tây Papua, Indonesia). P. fakfakensis được thu thập gần các rạn san hô và mỏm đá ngầm ở độ sâu khoảng 2–8 m.

## Mô tả
Chiều dài lớn nhất được ghi nhận ở P. fakfakensis là 5,7 cm. Cơ thể có màu nâu sẫm (nhạt hơn ở ngực và bụng) với một chấm đen ở sát rìa trên của nắp mang. Vây ngực và vây bụng trong suốt với các tia vây màu nâu. Có con có một đốm lớn ở trên vây lưng.
Số gai ở vây lưng: 14; Số tia vây ở vây lưng: 13–15; Số gai ở vây hậu môn: 2; Số tia vây ở vây hậu môn: 13–14; Số tia vây ở vây ngực: 17–18; Số gai ở vây bụng: 1; Số tia vây ở vây bụng: 5.

## Sinh thái học
Thức ăn của P. fakfakensis bao gồm tảo và các loài động vật phù du. Cá đực có tập tính bảo vệ và chăm sóc trứng.